# スーパーマンを待ちながら
『スーパーマンを待ちながら』（Waiting for "Superman"）は、デイビス・グッゲンハイム監督、レスリー・チルコット製作による2010年のドキュメンタリー映画である。チャーター・スクールに入学しようとする数人の子供たちを追いつつアメリカ合衆国の教育の問題点を分析する。
2010年のサンダンス映画祭ではドキュメンタリー部門の観客賞を受賞した。また、第16回クリティクス・チョイス・アワードではドキュメンタリー映画賞を受賞した。

## キャスト

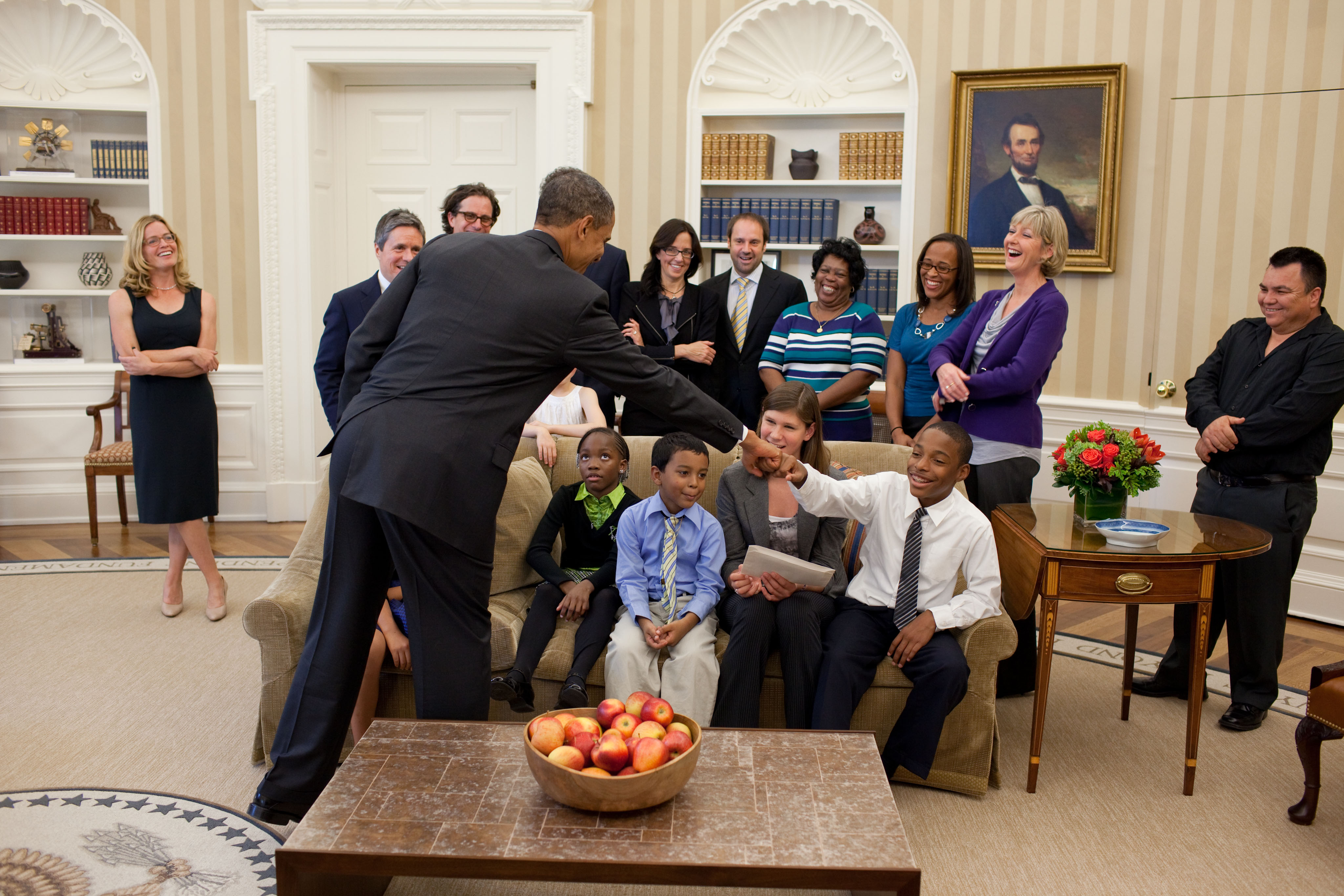
出演者たちをホワイトハウスに迎えるバラク・オバマ大統領。

- ジョフリー・カナダ（英語版）
- エスパルサ一家
- ヒル一家
- ジョーンズ一家
- ジョージ・リーヴス（アーカイヴ映像）
- ミシェル・リー（英語版）
- ビル・ストリックランド（英語版）
- ランディ・ワインガーテン（英語版）
- エリック・ハヌシェク（英語版）
- ビル・ゲイツ

## 公開
アメリカ合衆国では2010年9月24日に劇場公開された。
日本では2012年10月時点では劇場公開は実現していないが、WOWOWやスター・チャンネルで放送された。後者での放送題は『スーパーマンを待ちわびて』であった。

## 批評家の反応
Rotten Tomatoesでの映画評論家支持率は113件のレビューで89%となっている。